# Thor: Amor e Trovão
Thor: Love and Thunder (bra/prt: Thor: Amor e Trovão) é um filme estadunidense de super-herói de 2022 baseado no personagem Thor, da Marvel Comics. Produzido pela Marvel Studios e distribuído pela Walt Disney Studios Motion Pictures, é a sequência direta de Thor: Ragnarok (2017), e o vigésimo nono filme do Universo Cinematográfico Marvel. O filme é dirigido por Taika Waititi, que co-escreveu o roteiro junto com Jennifer Kaytin Robinson, e estrelado por Chris Hemsworth como Thor, junto com Christian Bale, Tessa Thompson, Jaimie Alexander, Taika Waititi, Russell Crowe e Natalie Portman. No filme, Thor tenta encontrar a paz interior, mas deve retornar à ação e recrutar Valquíria (Thompson), Korg (Waititi) e Jane Foster (Portman)—que agora é a Poderosa Thor—para impedir Gorr, o Carniceiro dos Deuses (Bale), de eliminar todos os deuses.
Hemsworth e Waititi discutiram planos para uma sequência de Ragnarok em janeiro de 2018. Love and Thunder foi anunciado em julho de 2019, com Hemsworth, Waititi e Thompson confirmados para retornarem, assim como Portman que não apareceu em Ragnarok. Waititi queria diferenciar Love and Thunder de Ragnarok, buscando fazer um filme de romance e uma aventura inspirada nos anos 80. Ele adaptou elementos da run de Jason Aaron das histórias em quadrinhos Mighty Thor, que mostra Jane Foster assumindo o manto e os poderes de Thor enquanto sofre de câncer. Robinson se juntou para contribuir com o roteiro em fevereiro de 2020, e mais adições ao elenco foram revelados no final daquele ano, incluindo a aparição dos Guardiões da Galáxia. A produção estava prevista para começar no final de 2020, mas foi adiada pela pandemia do COVID-19. As filmagens começaram em janeiro de 2021 em Sydney, Austrália e foram concluídas no começo de junho.
Thor: Love and Thunder estreou no El Capitan Theatre em Hollywood em 23 de junho de 2022, e foi lançado em 8 de julho de 2022 nos EUA. Faz parte da Fase Quatro do UCM. O filme recebeu elogios por sua natureza alegre e performances do elenco, particularmente as de Bale e Portman, enquanto as críticas foram direcionadas ao roteiro e inconsistência de tom, com vários críticos considerando o filme inferior ao seu antecessor. Love and Thunder arrecadou mais de 746 milhões de dólares em todo o mundo, tornando-se o sexto filme de maior bilheteria de 2022.

## Enredo
Gorr e sua filha, Love, lutam para sobreviver em um deserto árido. Apesar de suas orações ao seu deus, Rapu, Love morre. A Necroespada, arma assassina de deuses, chama Gorr, levando-o ao reino exuberante de Rapu. Depois que Rapu descarta com indiferença a situação de Gorr, a Necroespada se oferece a Gorr, que mata Rapu com ela e jura matar todos os deuses. A Necroespada permite que Gorr manipule sombras e produza monstros, mas também o amaldiçoa com a morte iminente.
Depois que Gorr mata vários deuses, Thor descobre um sinal de socorro de Sif. Thor se separa dos Guardiões da Galáxia e encontra Sif ferida. Ela o avisa que o próximo alvo de Gorr é Nova Asgard, então eles viajam para lá. Enquanto isso, a Dr. Jane Foster, ex-namorada de Thor, foi diagnosticada com câncer terminal. Com o tratamento médico se mostrando ineficaz, ela viaja para Nova Asgard esperando que o martelo quebrado de Thor, Mjolnir, possa curá-la. Devido a um encantamento que Thor inconscientemente colocou nele anos antes para proteger Jane, o Mjolnir se reforja e se liga a ela. Thor chega a Nova Asgard assim que Gorr começa a atacar a cidade com criaturas das sombras. Ele fica surpreso ao encontrar Jane com Mjolnir, mas, no entanto, se une a ela, Valquíria e Korg para lutar contra Gorr. O grupo é capaz de combater Gorr, mas ele escapa, sequestrando várias crianças Asgardianas e aprisionando-as no Reino das Sombras.
O grupo viaja para a Cidade Onipotente, um reino que abriga muitos deuses, para avisá-los e pedir sua ajuda. O líder dos deuses, Zeus, teme Gorr e não está disposto a ajudar, pensando que eles podem permanecer seguros e escondidos de Gorr na Cidade. Zeus ordena a captura do grupo para impedi-los de expor a localização da Cidade Onipotente para Gorr e, durante a luta, Zeus destrói o corpo de Korg, embora seu rosto permaneça vivo. Thor então empala Zeus com seu próprio raio, que Valquíria rouba pouco antes de escapar. À medida que a jornada continua, Thor e Jane reacendem seu relacionamento romântico e Jane revela sua doença.
Eles então viajam para o Reino das Sombras para salvar as crianças. No entanto, isso acaba sendo uma armadilha para Gorr pegar o Rompe-tormentas, para abrir a Bifrost e entrar no reino da Eternidade, que pode conceder seu desejo de destruir todos os deuses. Gorr consegue dominar o grupo, ferindo gravemente Valquíria. O grupo recua de volta à Terra, embora Gorr consiga roubar o Rompe-tormentas.
Esgotada de sua força cada vez que ela usa o Mjolnir, Jane é avisada de que usá-lo mais uma vez provavelmente a matará. Thor convence Jane a deixá-lo lutar sozinho com Gorr enquanto ela se recupera. Thor encontra as crianças sequestradas e as imbui com seu poder para lutar contra as criaturas de Gorr enquanto ele luta contra Gorr. Quando Jane sente que Gorr está prestes a matar Thor, ela se junta à batalha com o Mjolnir para salvá-lo. Eles destroem a Necroespada, mas os três são trazidos para o reino da Eternidade.
Com Gorr pronto para fazer seu desejo, Thor implora a Gorr para reviver sua filha em vez de destruir os deuses. Thor deixa Gorr decidir enquanto ele dá atenção a Jane, que sucumbe à sua doença nos braços de Thor. Gorr deseja que a Eternidade reviva Love, que concede. Quando Gorr morre da maldição da Necroespada, ele pede a Thor que cuide de Love, e Thor concorda. As crianças retornam a Nova Asgard, onde Valquíria e Sif começam a treiná-las. Enquanto isso, Thor, agora com posse do Mjolnir novamente, continua em aventuras para ajudar as pessoas, acompanhado por Love, agora empunhando o Rompe-tormentas.
Em uma cena no meio dos créditos, Zeus, se recuperando, envia seu filho Hércules para matar Thor. Em uma cena pós-créditos, Jane chega aos portões de Valhala, onde Heimdall a recebe e agradece por ajudar a salvar seu filho.

## Elenco
- Chris Hemsworth como Thor:
Um Vingador e o ex-rei de Nova Asgard baseado na divindade mitológica nórdica de mesmo nome.[8] O diretor Taika Waititi disse que Thor está passando por uma crise de meia-idade no filme, pois ele está "apenas tentando descobrir seu propósito, tentando descobrir exatamente quem ele é e por que ele é um herói ou se deveria ser um herói".[9] Os filhos gêmeos de Hemsworth, Sasha e Tristan, interpretam Thor quando criança.[10]
- Christian Bale como Gorr, O Carniceiro dos Deuses:
Um assassino galáctico com cicatrizes que busca a extinção dos deuses e empunha uma espada "estranha e aterrorizante".[11][12] Waititi descreveu Gorr como sendo "muito formidável" e em camadas.[13] Bale sentiu que o personagem tinha uma "espécie de atitude leve do Nosferatu", e se inspirou no vídeo de Aphex Twin, "Come To Daddy" (1997).[14] Waititi afirmou que mudou as características faciais de Gorr no filme, já que seu visual original nos quadrinhos se assemelha a Lord Voldemort da série de filmes Harry Potter.[15]
- Tessa Thompson como Valquíria:
A rainha de Nova Asgard, baseada no ser mitológico Brynhildr.[8][11] Thompson e o produtor Kevin Feige disseram que a bissexualidade da personagem seria mostrada no filme.[16] Waititi disse que Valquíria teve que se ajustar aos aspectos burocráticos do governo, longe do campo de batalha, como lidar com a infraestrutura e a economia de Nova Asgard e receber delegados de outros países.[13]
- Jaimie Alexander como Sif: Uma guerreira asgardiana e amiga de infância de Thor, baseada na divindade mitológica do mesmo nome.[17]
- Taika Waititi como Korg: Um gladiador Kronan que fez amizade com Thor.[18]
- Russell Crowe como Zeus:
O rei dos Olimpianos baseado na divindade mitológica grega de mesmo nome.[19] Crowe queria interpretar o papel com um sotaque grego, mas Waititi achou que soaria "muito bobo", então ele fez Crowe interpretar um sotaque grego e britânico. Waititi finalmente concluiu que Crowe estava correto e acabou usando o sotaque grego.[20]
- Natalie Portman como Jane Foster / Poderosa Thor:
Uma astrofísica e ex-namorada de Thor que está passando por tratamento de câncer, quando se torna uma super-heroína, a Poderosa Thor, ganhando poderes e um traje semelhantes aos de Thor, enquanto empunha uma versão reconstruída do martelo Mjölnir.[8][11][21] Portman, que não apareceu no filme anterior da franquia, Thor: Ragnarok (2017), concordou em retornar após uma reunião com o diretor Taika Waititi,[22] que disse que o retorno de Jane à vida de Thor depois de oito anos seria um grande ajuste para ele, já que ela teve outra vida sem ele. Waititi acrescentou que Jane aparecendo vestida como Thor seria uma “verdadeira loucura” para ele.[23]

Além disso, os Guardiões da Galáxia aparecem no filme, com Chris Pratt, Pom Klementieff, Dave Bautista, Karen Gillan, Vin Diesel e Bradley Cooper reprisando seus papéis do UCM, respectivamente, como Peter Quill / Senhor das Estrelas, Mantis, Drax, o Destruídor, Nebulosa, Groot, e Rocket, junto com Sean Gunn como Kraglin Obfonteri. Matt Damon, Sam Neill e Luke Hemsworth reprisam seus papéis como atores Asgardianos interpretando Loki, Odin e Thor, respectivamente, com Melissa McCarthy como uma atriz interpretando Hela, e o marido de McCarthy, Ben Falcone, interpreta um contrarregra. Carly Rees fornece a captura de movimentos para Miek, enquanto Stephen Murdoch fornece a voz. Kat Dennings e Stellan Skarsgård retornam dos filmes do Thor como os colegas de Jane, Darcy Lewis e Erik Selvig, respectivamente, e Idris Elba como Heimdall na cena pós-créditos, com Daley Pearson reprisando seu papel como Daryl, do curta Team Thor, agora trabalhando como guia turístico em Nova Asgard.
Simon Russell Beale aparece como o deus olímpico Dionísio, enquanto Akosia Sabet aparece como a deusa Bast. Jonathan Brugh, que interpreta Deacon no filme de Waititi, What We Do in the Shadows (2014), aparece como um dos deuses no filme. Kieron L. Dyer interpreta Axl, filho de Heimdall, a filha de Chris Hemsworth, India, interpreta Love, a filha de Gorr, a esposa de Hemsworth, Elsa Pataky, aparece como a Mulher-lobo, e os filhos de Bale, Portman e Waititi interpretam crianças de Nova Asgard. A atriz e cantora Indiana Evans aparece como uma das Zeusette. A cantora Jenny Morris aparece como uma cidadã de Nova Asgard. Brett Goldstein aparece como Hércules, o filho de Zeus, na cena no meio dos créditos.
Jeff Goldblum e Peter Dinklage estavam confirmados para reprisarem seus respectivos papéis como Grão-Mestre, de Thor: Ragnarok, e Eitri, de Avengers: Infinity War (2018), mas suas cenas foram cortadas na versão final. Lena Headey também estava confirmada para aparecer no filme, mas suas cenas foram cortadas na versão final.

## Produção

### Desenvolvimento
Logo após o lançamento do terceiro filme de Thor, Thor: Ragnarok, em novembro de 2017, o diretor do filme, Taika Waititi, e executivos da Marvel Studios se reuniram para discutir ideias para outro filme, que recebeu sinal verde após as respostas positivas a Ragnarok. Chris Hemsworth indicou em janeiro de 2018 que estava interessado em continuar a interpretar Thor, apesar de seu contrato com o Marvel Studios estar programado para terminar com seu papel em Avengers: Endgame (2019). Até então, Hemsworth e Waititi, haviam discutido o que eles gostariam em um quarto filme em potencial e, no mês seguinte, Hemsworth disse que consideraria interpretar o personagem novamente se houvesse "outro grande roteiro". Em abril de 2019, Tessa Thompson, que interpreta Valquíria nos filmes do UCM, acreditava que um argumento tinha sido feito para uma sequência de Ragnarok que envolvia o retorno de Waititi. Hemsworth então afirmou que ele continuaria interpretando Thor pelo tempo que pudesse, creditando a Waititi por renovar seu interesse pelo papel, depois que ele ficou exausto e desapontado com o personagem antes de fazer Ragnarok.
Em julho de 2019, Waititi assinou oficialmente um contrato para escrever e dirigir um quarto filme do Thor, com Hemsworth reprisando o papel. Waititi não estava interessado em repetir o que eles fizeram com Ragnarok, em vez disso, queria fazer "algo mais interessante para mim para manter a coisa toda acesa e ter certeza de que estou me sentindo criativamente estimulado". Mais tarde, naquele mês, na San Diego Comic-Con, o filme foi oficialmente anunciado como Thor: Love and Thunder, com uma data de lançamento para 05 de novembro de 2021. Hemsworth e Thompson foram confirmados para retornar, junto com Natalie Portman, que interpretou Jane Foster em Thor (2011) e Thor: The Dark World (2013). Portman concordou em retornar à franquia, depois que sua personagem não foi incluída em Ragnarok, após uma única reunião com Waititi, que recebeu liberdade criativa da Marvel Studios para reimaginar seu papel no filme, no qual ela se ofereceu para interpretar a personagem de uma maneira diferente e renovada, com uma "licença para ser aventureira e divertida e engraçada". Thompson e o presidente do Marvel Studios, Kevin Feige, afirmaram que a bissexualidade da Valquíria seria abordada na sequência, retroativamente tornando-a seu primeiro super-herói LGBTQ do Marvel Studios. O executivo da Marvel Studios, Brad Winderbaum, estava produzindo o filme ao lado de Feige. Hemsworth, que também é produtor executivo de Love and Thunder, recebeu 20 milhões de dólares para estrelar o filme, um aumento do salário de 15 milhões de dólares que ele ganhou por cada uma de suas aparições em Ragnarok, Avengers: Infinity War (2018) e Endgame.
Don Harwin, o Ministro das Artes do estado australiano de Nova Gales do Sul, anunciou no final de julho que Thor: Love and Thunder seria filmado no Fox Studios Australia em Sydney, juntamente com Shang-Chi and the Legend of the Ten Rings (2021) do Marvel Studios, com os trabalhos definidos para começarem em Love and Thunder em março de 2020, antes do início das filmagens em agosto de 2020. A produção foi definida para receber mais de AU $ 24 milhões (17 milhões de dólares) em subsídios dos governos da Austrália e da Nova Gales do Sul. O vice-presidente do Marvel Studios, David Grant, disse que filmar os dois filmes juntos proporcionaria "empregos contínuos" para as equipes locais, com Love and Thunder a gerar mais de AU $ 178 milhões (127 milhões de dólares) para a economia local. Grant acrescentou que o estúdio trabalharia com "instituições educacionais locais na criação de oportunidades de estágio". Jeff Goldblum disse em agosto de 2019 que havia uma chance de reprisar seu papel como Grão-Mestre, de Ragnarok, na sequência. Waititi confirmou em outubro que reprisaria seu papel como Korg, de Ragnarok e Endgame.
Christian Bale entrou em negociações para se juntar ao elenco em janeiro de 2020, com a pré-produção do filme prevista para começar em abril. Thompson confirmou que Bale seria o vilão do filme, enquanto Vin Diesel, que dá voz a Groot nos filmes do UCM, disse que discutiu o filme com Waititi e foi informado que os Guardiões da Galáxia apareceriam nele. No início de abril, a Disney mudou grande parte de sua lista de filmes da Fase Quatro devido à pandemia de COVID-19, mudando a data de lançamento de Thor: Love and Thunder para 18 de fevereiro de 2022. A pré-produção do filme foi atrasada devido à pandemia, com Waititi incerto quando a produção continuaria. No final do mês, a Disney mudou a data de lançamento para 11 de fevereiro de 2022. Em julho, as filmagens estavam programadas para começar no início de 2021.

### Roteiro

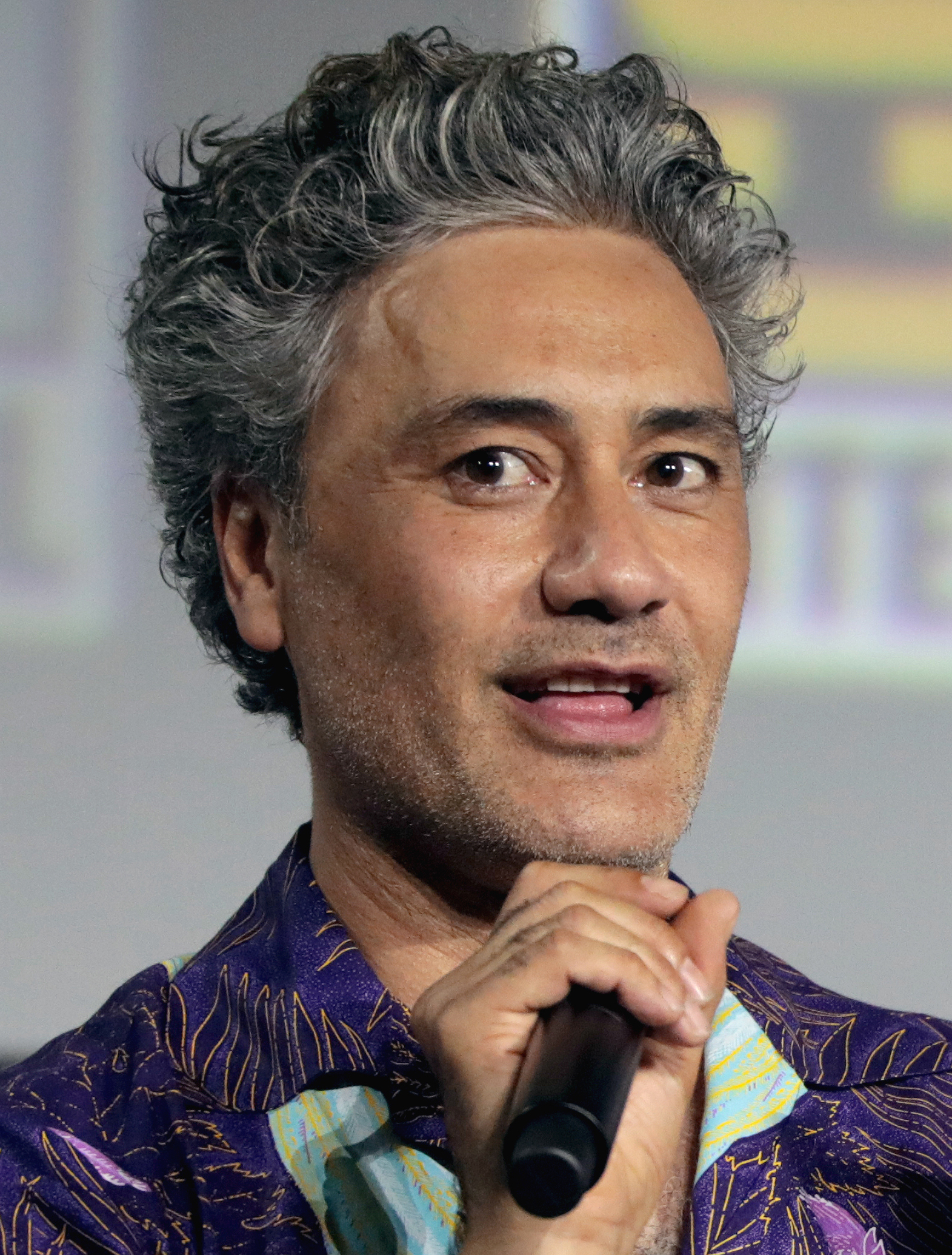
O roteirista e diretor Taika Waititi na San Diego Comic-Con 2019

Ao anunciar o filme em julho de 2019, Waititi disse que o filme adaptaria elementos dos quadrinhos Mighty Thor, de Jason Aaron, fazendo com que Jane Foster se tornasse sua própria versão do Thor, chamada Poderosa Thor. Feige disse que o filme incluiria muitos elementos dos quadrinhos da Marvel, e o enredo de Jane se tornando a Poderoso Thor seria uma parte importante, explicando que a Marvel considerou a run da Mighty Thor uma das melhores histórias em quadrinhos recentes. Waititi leu o quadrinho enquanto trabalhava em Ragnarok, e quando concordou em dirigir outro filme de Thor, ele disse à Marvel que queria incluir Jane como a Poderosa Thor. O estúdio concordou em adaptar o enredo de Aaron e incluir Portman após discussões com Waititi sobre onde a história poderia levar. Waititi disse que se apegou ao enredo de Jane desses quadrinhos e tentou adaptar suas melhores partes. Ele também explicou que Thor tendo seu machado Stormbreaker e depois vendo seu martelo Mjolnir retornar "nas mãos de outra pessoa" e "não sendo mais seu martelo" exploraria "a ideia de que alguém está tomando seu lugar", o que ele sentiu que alguns fãs presumiram que ocorreria, mas não acreditavam nisso. A. C. Bradley, a roteirista principal da série animada What If...?, lançou um episódio dessa série em que Jane se tornaria a Thor, mas a ideia foi rejeitada porque o enredo já estava sendo usado para Love and Thunder.
Em agosto, Waititi teria concluído um roteiro para o filme, mas ele negou no final de agosto. Enquanto promovia seu filme, Jojo Rabbit, em outubro, Waititi disse que havia concluído o primeiro rascunho do roteiro, mas que a história mudaria durante a filmagem e edição. Ele não tinha certeza se o filme incluiria o enredo da rua de Aaron em que Jane sofre de câncer de mama, que ele disse ser uma parte poderosa dos quadrinhos. Portman disse mais tarde que o tratamento do câncer de Jane seria explorado no filme. Waititi acrescentou que a Marvel ainda estava discutindo quanto tempo se passaria entre Endgame e Love and Thunder, e que isso afetaria se Thor ainda está com o peso extra retratado em Endgame, o que lhe rendeu os apelidos de "Fat Thor" e "Bro Thor". Waititi observou que queria "continuar mudando as coisas com Thor. Ele é tão interessante quando está mudando o tempo todo". O filme se passa oito anos depois que Thor e Jane se separaram, por volta de 2024. Ele também reconheceu que os fãs estariam "shippando" Valquíria com Carol Danvers / Capitã Marvel, mas disse que não tinha a intenção de incluir um relacionamento romântico entre a dupla em Love and Thunder, porque preferia surpreender os fãs do que fazer algo por demanda popular. Jennifer Kaytin Robinson foi contratada para trabalhar no roteiro do filme com Waititi em fevereiro de 2020. Waititi recebeu o  crédito pelo roteiro no pôster do filme, com Robinson creditada com ele pela história, antes dos créditos finais, o Writers Guild of America West creditou Waititi e Robinson como roteiristas do filme.
Thor: Love and Thunder mostra Thor enquanto ele tenta encontrar a paz interior, mas deve retornar à ação e recrutar Valquíria, Korg e Jane para impedir Gorr, o Carniceiro dos Deuses, de eliminar todos os deuses. Quatro ou cinco rascunhos do roteiro foram concluídos em meados de abril de 2020, quando Waititi disse que a sequência era "tão exagerada agora da melhor maneira" e faria Ragnarok parecer um "filme comum, muito seguro", dobrando seus aspectos mais loucos. Ele queria "aumentar a aposta" e fazer o filme como se "crianças de 10 anos nos dissessem o que deveria estar em um filme e nós disséssemos sim a cada coisa". Waititi acrescentou que o filme exploraria mais a cultura Kronan de Korg e indicou que incluiria a raça alienígena Space Sharks, dos quadrinhos. Ele expressou interesse em apresentar o personagem Bill Raio Beta, mas não tinha certeza se o faria naquele momento. O filme também apresenta Falligar, o Behemoth, um dos deuses mortos por Gorr, e as cabras mágicas de Thor, Toothgnasher e Toothgrinder, baseadas nos animais mitológicos nórdicos Tanngrisnir e Tanngnjóstr.
No final de julho, Waititi disse que eles vinham escrevendo o roteiro por mais de um ano naquela época, e que ele estava fazendo outra revisão naquela semana. Ele disse que o roteiro era muito romântico e explicou que queria fazer um filme de romance porque queria fazer algo que nunca tinha feito antes, e, como tal, escreveu o filme como uma história de amor. Mais tarde, ele disse que o filme era "sobre amor, com super-heróis e espaço sideral", e que queria "abraçar essa coisa que eu sempre desprezava, explorar essa ideia de amor e mostrar personagens que acreditam no amor". Em outubro daquele ano, Hemsworth disse que Waititi ainda estava escrevendo o roteiro e expressou seu entusiasmo por fazer algo drasticamente diferente com seu personagem depois dos filmes anteriores. Waititi mais tarde descreveu Love and Thunder como o "filme mais louco que ele já fez" e explicou que cada elemento do filme pretendia não fazer sentido. Ele disse que teria seu próprio "sabor distinto" de Ragnarok, que ele chamou de uma ópera espacial dos anos 1970 com um tom festivo. Ele viu este filme como uma aventura dos anos 1980, inspirando-se em pôsteres de filmes como Conan the Barbarian (1982) e The Beastmaster (1982), assim como arte vista em vans em Venice Beach, com as obras de Jack Kirby e a capa dos romances "antigos" de Mills & Boon também servindo como "toques visuais" para o filme. Ele disse que não era sério ou dramático, mas explorava temas como amor, perda e "nosso lugar no mundo", enquanto fazia os personagens se perguntarem: "Qual é o seu propósito? Qual é a razão pela qual você é um herói, e o que você faz quando tem esses poderes?".
James Gunn, o roteirista e diretor dos três filmes dos Guardiões da Galáxia, consultou sobre como os personagens dos Guardiões foram usados em Love and Thunder, com Gunn e Waititi discutindo para onde os personagens estavam indo, antes de Waititi começar a escrever. Waititi leu o roteiro de Gunn para Guardians of the Galaxy Vol. 3 (2023), que é ambientado depois de Love and Thunder, e então Gunn leu o roteiro de Waititi e compartilhou suas ideias, pedindo para fazerem alguns ajustes. Em janeiro de 2021, Gunn afirmou que os Guardiões estavam em "boas mãos" com Waititi, e mais tarde elogiou o trabalho de Waititi no roteiro. Chris Pratt disse que Love and Thunder continuaria a rivalidade entre o líder dos Guardiões, Peter Quill / Star-Lord e Thor, que foi estabelecida em Infinity War e Endgame, enquanto Karen Gillan disse que Waititi trouxe o "lado maluco" de Nebula através de sua "agressão pura".

### Pré-produção
A pré-produção do filme começou na Austrália. Um mês depois, foi revelado que Chris Pratt iria reprisar seu papel como o líder dos Guardiões da Galáxia, Peter Quill / Senhor das Estrelas, no filme. Dada a natureza do elenco, membros da indústria descreveram o filme como "Avengers 5". Em dezembro, Feige revelou que o lançamento do filme foi adiado novamente para 6 de maio de 2022 e anunciou que Bale interpretaria Gorr, o Carniceiro dos Deuses, no filme. Antes do início das filmagens, Jaimie Alexander também revelou estar reprisando seu papel como Sif dos dois primeiros filmes do Thor, ao lado de outros membros e aliados dos Guardiões da Galáxia: Pom Klementieff como Mantis, Dave Bautista como Drax, o Destruidor, Karen Gillan como Nebulosa, e Sean Gunn como Kraglin Obfonteri; Gunn anteriormente também fez captura de movimentos no set para Rocket. Matt Damon também apareceu, depois de ter uma aparição em Thor: Ragnarok como um ator interpretando Loki. Ele recebeu uma permissão especial para entrar na Austrália, apesar das rígidas restrições de viagens do país durante a pandemia, uma vez que Love and Thunder estava proporcionando empregos para os australianos. Isso recebeu críticas, pois foi percebido que Damon, que viajou com sua família, recebeu tratamento preferencial para entrar quando muitos cidadãos australianos no exterior não puderam retornar ao país. Sam Neill — que apareceu ao lado de Damon em Ragnarok como um ator interpretando Odin — disse que havia uma boa chance dele estar no filme também, desde que pudesse viajar da Nova Zelândia para a Austrália durante a pandemia.

### Filmagens
As filmagens começaram em 22 de janeiro de 2021, no Fox Studios Australia em Sydney, sob o título provisório de The Big Salad. Barry "Baz" Idoine é o diretor de fotografia, depois de trabalhar anteriormente com Waititi em The Mandalorian. Foi adiado de uma data de início de agosto de 2020 devido à pandemia de COVID-19. A Industrial Light & Magic forneceu a mesma tecnologia de produção virtual usada na série do Disney+, The Mandalorian, na qual Waititi atuou como diretor, criando um espaço de volume personalizado no Fox Studios Australia. O espaço apresenta mais painéis de LED e oferece uma resolução mais alta do que o originalmente criado para The Mandalorian. Waititi também usou a tecnologia PlateLight do Satellite Lab (depois de usar anteriormente sua tecnologia Dynamiclight em Ragnarok), que é um equipamento especial para capturar várias configurações de iluminação simultaneamente em uma única tomada em uma alta taxa de quadros, permitindo que ele selecione qual configuração de iluminação ele gostaria na pós-produção. Waititi acreditava que ele era capaz de filmar Love and Thunder com mais eficiência do que Ragnarok devido sua experiência por já ter trabalhado em um filme do Marvel Studios.
As filmagens ocorreram no Centennial Park, em Sydney no começo de fevereiro, com Klementieff, Gillan, Bautista e Pratt completando suas cenas logo depois. No início de março, fotos do set revelaram que Damon e Neill estavam reprisando seus papéis como os atores Asgardianos interpretando Loki e Odin, junto com Luke Hemsworth como o ator interpretando Thor, também de Ragnarok. Melissa McCarthy também interpreta uma atriz interpretando Hela ao lado de seu marido, Ben Falcone, em um papel não revelado, com os atores reencenando cenas de Ragnarok. Damon filmou sua parte durante dois dias. Alexander terminou de filmar suas cenas no final do mês, enquanto Goldblum foi confirmado para aparecer como o Grão-Mestre, e Russell Crowe revelou estar interpretando Zeus em uma "participação especial divertida". Crowe terminou de filmar suas cenas em abril. No início de maio, Waititi revelou que faltavam quatro semanas de filmagens, enquanto Idoine disse que continuaria trabalhando no filme até o final de 2021. As filmagens terminaram em 1 de junho de 2021, quando Sam Neill revelou que a cantora Jenny Morris iria aparecer no filme. Goldblum e Peter Dinklage, que deveria reprisar seu papel como Eitri de Infinity War, tiveram suas cenas cortadas no corte final, assim como Lena Headey, que foi abordada por Waititi para um papel no filme.

### Pós-produção
Waititi disse no início de junho de 2021 que a pós-produção seria concluída em fevereiro de 2022. Mais tarde, em junho, foi confirmado que Diesel estaria reprisando seu papel como Groot no filme. Em outubro de 2021, a data de lançamento do filme foi adiada para 8 de julho de 2022, enquanto Simon Russell Beale foi revelado para aparecer no filme. A fotografia adicional do filme ocorreu no início de 2022. No início de março, outras refilmagens foram reveladas para acontecerem "nas próximas semanas", e começaram com Bale na semana de 18 de março. Com o lançamento do primeiro trailer, Bradley Cooper foi confirmado para reprisar seu papel como Rocket, e no mês seguinte, foi revelado que Akosia Sabet apareceria como a deusa Bastete. Após a aparição de Brett Goldstein na cena no meio dos créditos como Hércules, Waititi revelou em julho de 2022 que Feige "realmente queria que ele" fosse escalado para o papel.
Os efeitos visuais do filme foram criados pela Wētā FX, Rising Sun Pictures, Framestore, Industrial Light & Magic, Method Studios, Luma Pictures, Raynault VFX, Base FX, EDI Effetti Digitali Italiani, Mammal Studios, Fin Design + Effects e Cinesite. Matthew Schmidt, Peter S. Elliot, Tim Roche e Jennifer Vecchiarello são os editores do filme.

## Trilha sonora
Em dezembro de 2021, Michael Giacchino revelou que faria a trilha sonora do filme; ele anteriormente trabalhou em Doctor Strange (2016) e na trilogia Spider-Man do UCM, assim como no filme anterior de Waititi, Jojo Rabbit (2019). Um álbum da trilha sonora, com a trilha original de Giacchino, juntamente com músicas adicionais fornecidas por Nami Melumad, será lançado pela Hollywood Records e Marvel Music em 6 de julho de 2022. O single "Mama's Got a Brand New Hammer", o tema principal do filme, foi lançado em 30 de junho. Waititi queria que a música do filme refletisse a mesma estética do filme com sua "paleta bombástica, barulhenta e colorida". "Sweet Child o' Mine" do Guns N' Roses é apresentada no filme, dado que o Guns N' Roses é uma das bandas favoritas de Waititi, e ajudou a "refletir o tipo de aventura louca que estamos apresentando [visualmente]"; a música também foi usada no marketing do filme. O filme conta com a música "Rainbow in the Dark" de Dio, segundo Wendy Dio, viúva do membro da banda, Ronnie James Dio.

## Marketing
Conjuntos de Lego e figuras da Hasbro baseadas no filme foram revelados em fevereiro de 2022, com mais conjuntos de Lego e Funko Pops do filme também revelados em abril. O primeiro trailer do filme foi lançado em 18 de abril de 2022, e os comentaristas discutiram o final do trailer, que apresentou Jane no traje da Poderosa Thor empunhando uma versão restaurada do Mjölnir, o martelo de Thor. Marco Vito Oddo, do Collider, e Ryan Parker, do The Hollywood Reporter, destacaram o uso da música "Sweet Child o' Mine" do Guns N' Roses, que Oddo sentiu que Waititi iria "manter a estética do hard rock que ajudou Thor: Ragnarok a se tornar um grande sucesso", enquanto Parker o chamou de "trailer brilhante, elegante e divertido [que] define um tom para o filme na verdadeira forma de Taika Waititi". Justin Harp, do Digital Spy, sentiu que o humor de Thor: Ragnarok estava "claramente de volta neste filme também", enquanto Tom Power, do TechRadar, sentiu que o trailer era um "super-herói, festa de glam rock intergaláctica para os sentidos" e continha imagens intrigantes que fizeram um bom trabalho no trailer. Tanto Daniel Chin, do The Ringer, quanto Sophie Butcher, da Empire, destacaram o foco do trailer na jornada de autodescoberta de Thor, bem como a falta de imagens de Gorr, de Christian Bale. Chin comentou que o trailer foi "dedicado encontrar Thor enquanto ele se redescobre", e estava animado com o desempenho de Portman como Jane. Ele achou que o trailer estava "muito longe do Thor que testemunhamos há mais de uma década, já que a franquia se transformou em uma comédia espacial completa". Butcher sentiu que a introspecção do trailer não era surpreendente devido ao filme ser ambientado após Endgame, e disse que o trailer foi breve, mas emocionante. O trailer teve 209 milhões de visualizações globais em suas primeiras 24 horas, tornando-se o sétimo trailer mais visto nesse período.
Um segundo trailer foi lançado em 23 de maio, durante o jogo 4 das finais da Conferência Leste da NBA de 2022. Muitos comentaristas destacaram a aparição de Christian Bale como Gorr, o Carniceiro dos Deuses no trailer. Eric Francisco, da Inverse, observou o tom cômico semelhante de Ragnarok ao adicionar "alguns tons mais escuros" com a inclusão de Gorr, o Carniceiro dos Deuses. Ele disse que Bale trouxe uma "visão absolutamente aterrorizante de Gorr, o Carniceiro dos Deuses para a tela", acrescentando que parece que Hemsworth estava pronto para passar o manto de Thor para Portman. Jennifer Ouellette, do Ars Technica, observou que as cenas de Gorr apresentavam uma paleta de cores diferente, sendo mostradas em "principalmente tons de cinza", que ela achava que tornavam o contraste entre outros personagens "mais acentuado". Zach Seemayer, da Entertainment Tonight, sentiu que "dá aos fãs tudo o que eles esperavam desde os breves flashes de momentos importantes do primeiro trailer em abril", citando cenas com a Poderosa Thor de Portman, Thor "fazendo jus ao seu título de 'Viking Espacial'", e as cenas de Gorr. Da mesma forma, Sam Barsanti e William Hughes, do The A.V. Club, também destacaram os Thors de Portman e Hemsworth, a aparência de Gorr, além de destacar outros momentos cômicos no trailer, como quando Thor está nu após Zeus de Russell Crowe expor seu disfarce. Scott Mendelson, da Forbes, chamou o trailer de "o verdadeiro negócio" em comparação com o teaser, e notou semelhanças com a franquia Masters of the Universe, mas sentiu que era "um pouco deprimente" que Thor continuasse ansiando por Jane, e Jane aparentemente fazendo o mesmo com ele, anos após seu primeiro encontro, esperando que as duas "amostras de namoro A+ tivessem seguido em frente". Ele destacou como as cenas de Gorr brincavam com cores e contrastes, e a "interação" entre Jane e Valquíria.  Três episódios da série Marvel Studios: Legends foram lançados em 1 de junho, explorando Thor, Jane Foster e Valquíria usando imagens de suas aparições anteriores no UCM. Imagens do filme também foram apresentadas na apresentação do CineEurope de 2022.
A Ulta Beauty fez parceria com a Marvel Studios para criar uma coleção de maquiagem baseada no filme. Em 9 de julho de 2022, Taika Waititi e Tessa Thompson apareceram na série Notes on a Scene, da Vanity Fair, analisando a cena "Taste the Rainbow". O vídeo foi recebido com críticas pois alguns espectadores perceberam Waititi e Thompson "zombando" dos efeitos visuais, no mesmo dia em que vários artistas de efeitos visuais que trabalhavam para a Marvel se manifestaram contra serem "mal pagos" e "sobrecarregados" pelas produções do estúdio.

## Lançamento

### Cinema
Thor: Love and Thunder estreou no El Capitan Theatre em Hollywood em 23 de junho de 2022. O filme foi lançado nos cinemas na Austrália em 6 de julho de 2022, no Reino Unido, na Irlanda e Nova Zelândia em 7 de julho, e nos Estados Unidos em 8 de julho de 2022, em 4DX, RealD 3D, IMAX, ScreenX e Dolby Cinema. Inicialmente programado para ser lançado em 5 de novembro de 2021, acabou sendo adiado para 18 de fevereiro de 2022, devido à pandemia de COVID-19. Em seguida foi antecipado para 11 de fevereiro, uma vez que Doctor Strange in the Multiverse of Madness foi reprogramado de novembro de 2021 para maio de 2022, e adiado mais uma vez para 6 de maio de 2022, em dezembro de 2020, antes de mudar para a data de julho de 2022, em outubro de 2021. Fará parte da Fase Quatro do UCM. O El Capitan Theatre sediará duas exibições sensoriais inclusivas do filme em julho de 2022, com check-in acelerado, um saguão "calmante", capacidade reduzida e bolsas para os hóspedes com itens para ajudar na ansiedade.
O filme não foi lançado na Malásia, Brunei, Kuwait, e Bahrein. A Variety informou que isso ocorreu porque a Disney se recusou a fazer cortes no filme solicitados pelo Conselho de Censura de Filmes da Malásia. O governo da Malásia confirmou que isso se deve ao fato de elementos LGBT não terem sido cortados do filme.

### Home Video
Thor: Love and Thunder foi lançado no Disney+ em 8 de setembro de 2022, como parte do Disney+ Day, com a opção de ver a versão de cinema do filme ou uma versão IMAX aprimorada. Foi lançado pela Walt Disney Studios Home Entertainment em Ultra HD Blu-ray, Blu-ray e DVD em 27 de setembro. A mídia doméstica inclui comentários em áudio, cenas deletadas, erros de gravação e vários conteúdos de bastidores.

## Recepção

### Bilheteria
Até 28 de agosto de 2022, Thor: Love and Thunder arrecadou 336 milhões de dólares nos Estados Unidos e Canadá, e 410 milhões de dólares em outros territórios, totalizando 746 milhões de dólares em todo o mundo. O fim de semana de estreia do filme arrecadou 303,3 milhões de dólares globalmente, dos quais o IMAX contribuiu com 23 milhões de dólares, tornando-se a terceira maior estreia em julho de todos os tempos para o formato.
O filme arrecadou 69,5 milhões de dólares em seu primeiro dia, que incluiu 29 milhões de dólares com as pré-estreias de quinta-feira à noite. Isso marcou o segundo maior dia de abertura e noite de pré-estreia de 2022, atrás de Doctor Strange in the Multiverse of Madness, assim como o quinto maior dia de abertura de todos os tempos para um filme do MCU. Seu fim de semana de abertura arrecadou 143 milhões de dólares, que foi a maior estreia da franquia Thor, a décima segunda maior do UCM e a terceira maior de 2022, atrás de Multiverse of Madness (187,4 milhões de dólares) e Jurassic World: Dominion (145 milhões de dólares). Do valor de 143 milhões de dólares, mais de 13,8 milhões de dólares vieram do IMAX, tornando-se a quinta maior estreia em julho de todos os tempos para o formato no mercado interno. Love and Thunder também foi o sexto filme na pandemia de COVID-19 a ganhar mais de 10 milhões de admissões no cinema em seu fim de semana de estreia. Seu segundo fim de semana arrecadou 46,6 milhões de dólares, um declínio de quase 68%, representando uma das maiores quedas de fim de semana do segundo ano do UCM. O Deadline Hollywood atribuiu isso à sua nota no CinemaScore e à recepção geralmente mista da crítica e do público. Em seu terceiro fim de semana, o filme arrecadou 22,1 milhões de dólares, terminando em segundo lugar atrás do recém-chegado Nope.
Fora dos Estados Unidos e Canadá, Love and Thunder arrecadou 15,7 milhões de dólares em 17 mercados em seu dia de estreia, superando os resultados gerais do primeiro dia de Thor: Ragnarok (2017) em 39%. Seu faturamento no fim de semana foi de 159,2 milhões de dólares em 47 mercados, tornando-se a nona maior estreia no exterior do UCM e a terceira maior de qualquer filme de Hollywood lançado na pandemia de COVID-19. Ultrapassou a abertura de Ragnarok em 19%. O IMAX contribuiu com 9,2 milhões de dólares para o fim de semana, tornando-se a terceira maior estreia de julho no exterior. Ele estabeleceu vários marcos internacionais em seu fim de semana de abertura, marcando a segunda maior abertura da pandemia na Austrália, Nova Zelândia e Filipinas, enquanto conquistava a terceira maior em vários territórios, incluindo Brasil, Itália, Tailândia, Cingapura e Argentina. Até 24 de julho de 2022, os maiores mercados do filme internacionalmente são Reino Unido (31,5 milhões de dólares), Austrália (25,5 milhões de dólares), México (23,2 milhões de dólares) Coréia (22,3 milhões de dólares) e Brasil (17,2 milhões de dólares).

### Crítica
O Rotten Tomatoes relatou uma taxa de aprovação de 68%, com uma classificação média de 6,6/10, com base em 315 avaliações. O consenso dos críticos do site diz: "De certa forma, Thor: Love and Thunder se parece com o Ragnarok redux – mas, no geral, oferece diversão em ritmo acelerado o suficiente para torná-lo uma adição digna ao UCM". No Metacritic, o filme tem uma pontuação média ponderada de 60 em 100, com base em 52 críticos, indicando "avaliações mistas ou médias".
Owen Gleiberman, da Variety, disse que há "muitas palavras para descrever [Thor: Love and Thunder]", afirmando que "a comédia faz parte do pacote" que fez de Ragnarok "uma flor selvagem tão genuína da Marvel". Gleiberman escreveu que o filme "sustenta seu frescor" até o fim, embora tenha começado com um primeiro ato "mais estranho" com os Guardiões da Galáxia. Ele também elogiou a caracterização de Gorr–uma "poderosa [introdução]"–e concluiu a avaliação dizendo que se sentiu "comovido" no final. David Ehrlich, do IndieWire, elogiou o filme por seu tom leve e momentos de humor, escrevendo que "[Taika] Waititi continua a brilhantar os filmes de Thor com seu próprio sabor de maluquice, que é tão bem-vindo aqui quanto em Jojo Rabbit". Ele acrescentou que o filme "é obscurecido por seu lugar incerto no universo desde o momento em que começa". Nick Allen, do RogerEbert.com, deu ao filme 3 de 5 estrelas, sentindo que foi "mais ou menos uma volta da vitória para tudo o que [Waititi] alcançou com seu filme anterior da Marvel, o muitas vezes hilário, empolgante e claramente refrescante, Thor: Ragnarok. E embora tenha muitos floreios e piadas familiares, esta sequência divertida ainda é uma força para o bem, com ambição visual suficiente e coração na frente e atrás da câmera para se manter por conta própria". Ele elogiou o desempenho de Portman que "transmite o porque é ótimo ver Jane novamente" e o papel "impressionante" de Bale que ele considerou como "o mais próximo que chegaremos de vê-lo interpretar Pennywise, o palhaço, com uma pitada de Voldemort, mas amarrado a mesma humildade que ele traz para seus personagens mais humanos e humildes".
Todd Gilchrist, do The A.V. Club, classificou o filme como 'B', sentindo que "[revisitou] o tom atrevido e sentimental do quase universalmente amado Thor: Ragnarok, e impulsiona seu herói homônimo em novas aventuras que completam uma jornada que começou com o primeiro, muito menos amado, Thor em 2011". Ele elogiou as performances de Natalie Portman e Christian Bale, com o personagem deste último sendo considerado "o adversário mais interessante e simpático da Marvel desde Killmonger de Michael B. Jordan em Black Panther", e as "imagens distintas [no filme] de Waititi que podem perturbar e chatear alguns espectadores", superando as realizações de Sam Raimi em Doctor Strange in the Multiverse of Madness (2022). Leah Greenblatt, da Entertainment Weekly, também deu uma nota semelhante, sentindo que se o filme tivesse "sua alegre confusão de aparições estreladas, piadas e mitologia de Cliffs-Notes, parece muito com a fadiga da franquia, também tem momentos frequentes de charme gonzo, graças em grande parte à loucura Technicolor do escritor-diretor Taika Waititi e um elenco que parece excessivamente disposto a seguir sua liderança".
David Rooney, do The Hollywood Reporter, afirmou: "O filme parece leve, irreverente, instantaneamente esquecível, não provocando amor nem trovão". David Sims, do The Atlantic, sentiu que o filme entregava uma "ação usual com relâmpagos e piadas, mas desta vez, não há peso suficiente por trás da ostentação". Ele achou uma "bagunça de um filme apressado" e "decepcionante, já que é dirigido por [Waititi]", embora tenha elogiado as performances de Bale e Russell Crowe. David Fear, da Rolling Stone, sentiu que o filme era "estranhamente desinteressante; mesmo os aspectos de amor e morte muitas vezes parecem transmissões frias de fontes distantes". Ele viu isso como uma bagunça devido à "colisão de tons concorrentes, subtramas, grandes oscilações conceituais e caos disfarçado de pathos". Eric Francisco, da Inverse, descobriu que o Thor de Chris Hemsworth no filme se tornou "sinuante, deixado no purgatório de um conto indireto que faz algum sentido no papel, mas na execução não consegue manter a viscosidade", sentindo que a Marvel "não sabe mais o que fazer com [o personagem]." Ele sentiu que, apesar de "esforçar-se por uma história emocional sobre perda e amor, o filme entra em seu próprio caminho com uma comédia cansativa implacável, enredo distraído e tom desigual". Richard Roeper, do Chicago Sun-Times, deu ao filme 2/5 estrelas, chamando-o de "uma das sagas mais patetas e menos consequentes da história do UCM — um capítulo supostamente selvagem e maluco, mas decepcionante e desconexo na história em andamento do Deus do Trovão, que parece ficar mais sem noção a cada filme que passa".
No Q&A da estreia em Londres, em resposta à pergunta "Quão gay será o filme?" Waititi exclamou que seria "super gay"; críticos e espectadores que viram o filme expressaram decepção por essa afirmação ser falsa e que a Marvel usou queerbait para atrair o público. Jade King, do The Gamer, sentiu que as expectativas do público queer para "personagens e temas LGBTQ+ proeminentes" no filme não foram atendidas, escrevendo que "os criadores do filme estiveram por aí falando sobre a representação LGBTQ+ quando não é realmente uma grande parte da experiência. [...] é hora de moderar suas expectativas e parar de deixar a Marvel continuar a usar queerbait e nos decepcionar".